# Gräsvattentjärnen
Gräsvattentjärnen är en sjö i Strömsunds kommun i Jämtland och ingår i Ångermanälvens huvudavrinningsområde. Sjön har en area på 0,23 kvadratkilometer och ligger 367,4 meter över havet. Sjön avvattnas av vattendraget Svaningsån (Dunnervattenån).

## Delavrinningsområde
Gräsvattentjärnen ingår i det delavrinningsområde (712856-145300) som SMHI kallar för Utloppet av Gräsvattentjärn. Medelhöjden är 426 meter över havet och ytan är 2,05 kvadratkilometer. Räknas de 20 avrinningsområdena uppströms in blir den ackumulerade arean 142,79 kvadratkilometer. Svaningsån (Dunnervattenån) som avvattnar avrinningsområdet har biflödesordning 3, vilket innebär att vattnet flödar genom totalt 3 vattendrag innan det når havet efter 270 kilometer. Avrinningsområdet består mestadels av skog (86 procent). Avrinningsområdet har 0,23 kvadratkilometer vattenytor vilket ger det en sjöprocent på 11,1 procent.